# Over my head (Rafferty)
Over my head is het achtste muziekalbum van Gerry Rafferty. Eens een grote ster met Baker Street zakte Rafferty steeds verder weg in alcoholisme. Slechts af en toe verscheen er een studioalbum van hem. Over my head is opgenomen in de Icon Studios in East Sussex en de Studio Miravel in Frankrijk. Het slagwerk daarentegen werd opgenomen in de Chipping Norton Studio. Na dit album vond ook Polydor het genoeg; muziek van Rafferty verscheen toen op het platenlabel Hypertension (hoge bloeddruk).

## Musici
- Gerry Rafferty – zang, gitaar, toetsinstrumenten
- Arran Ahmun – slagwerk
- Bryn Haworth – gitaar, mandoline
- Mo Foster, Pete Zorn – basgitaar
- Julian Dawson – harmonica
- Pavel Rosak – marimba, toetsinstrumenten, basgitaar
- Mel Collins – saxofoon
- Nicky Moore, Liane Carroll – achtergrondzang
- Ian Lynn - toetsinstrumenten
- Rab Noakes – zang
- Brad Davis - shakes

## Muziek
Allen van Rafferty, behalve waar aangegeven:

| Nr. | Titel                                   | Duur |
| --- | --------------------------------------- | ---- |
| 1.  | Bajan moon                              | 4:27 |
| 2.  | The waters of forgetfulness             | 3:40 |
| 3.  | Down and out                            | 5:49 |
| 4.  | Over my head                            | 2:51 |
| 5.  | The girl’s got no confidence            | 2:51 |
| 6.  | Wrong thinking (Joe Egan)               | 3:54 |
| 7.  | Lonesome polecat (Gene Paul, J. Mercer) | 5:25 |
| 8.  | Right or wrong (Egan, Rafferty)         | 4:20 |
| 9.  | Late again (Egan, Rafferty)             | 3:50 |
| 10. | Clear day (Egan, Rafferty, Noakes)      | 3;12 |
| 11. | Out of the blue (John Lennon)           | 3:33 |
| 12. | A new beginning                         | 4:10 |
| 13. | Her father didn’t like me anyway        | 2:40 |